# Славное (Кировоградская область)
Славное (укр. Славне) — село в Долинской городской общине Кропивницкого района Кировоградской области Украины.
До 2020 года входило в состав Долинского района
Население по переписи 2001 года составляло 171 человек. Почтовый индекс — 28543. Телефонный код — 5234. Занимает площадь 0,334 км². Код КОАТУУ — 3521980710.